# Heinz-Wolfgang Schnaufer

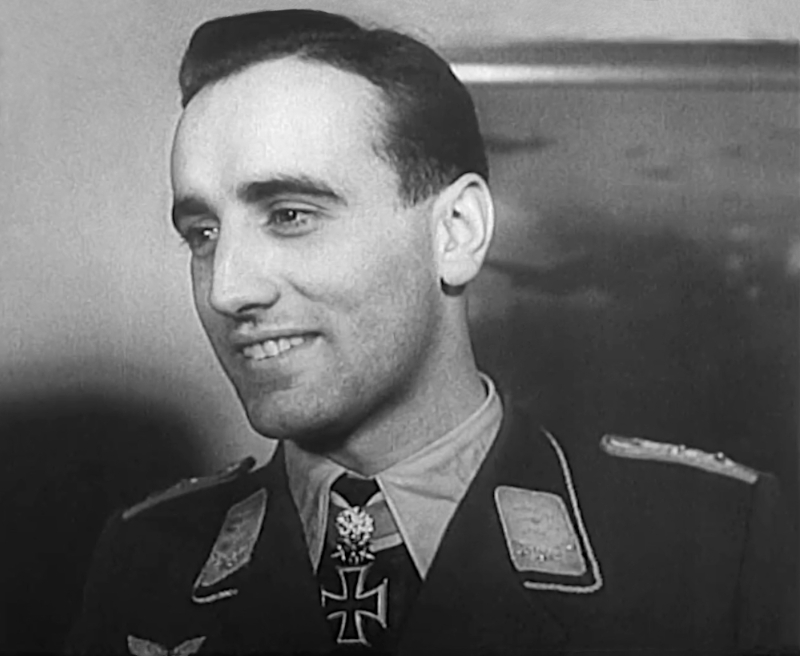
Heinz-Wolfgang Schnaufer (1944)

Heinz-Wolfgang Schnaufer (* 16. Februar 1922 in Calw, Württemberg; † 15. Juli 1950 nahe Biarritz, Frankreich) war ein Offizier der deutschen Luftwaffe im Zweiten Weltkrieg und ist der erfolgreichste Nachtjäger-Pilot in der Geschichte des Luftkrieges.

## Leben
Als 17-Jähriger legte er im November 1939 das Abitur mit Auszeichnung ab. Nach der Aufnahmeprüfung als Offizieranwärter der Luftwaffe flog Schnaufer während seiner Ausbildung fast alle deutschen Flugzeugtypen. Im April 1941 erhielt er das Leutnantspatent und wurde zu einem Frontverband abgestellt.
Für seinen ersten Abschuss am 2. Juni 1942 bei dem Nachtjagdgeschwader 1 (NJG 1) erhielt er das Eiserne Kreuz II. Klasse und für den sechsten Abschuss das Eiserne Kreuz I. Klasse. Das Deutsche Kreuz in Gold wurde dem Oberleutnant am 3. Juli 1943 nach 15 Nachtabschüssen verliehen. Am 1. August 1943 wurde er Staffelkapitän des Nachtjagdgeschwaders 1. Das Ritterkreuz des Eisernen Kreuzes erhielt er am 31. Dezember 1943 nach 42 Nachtabschüssen.

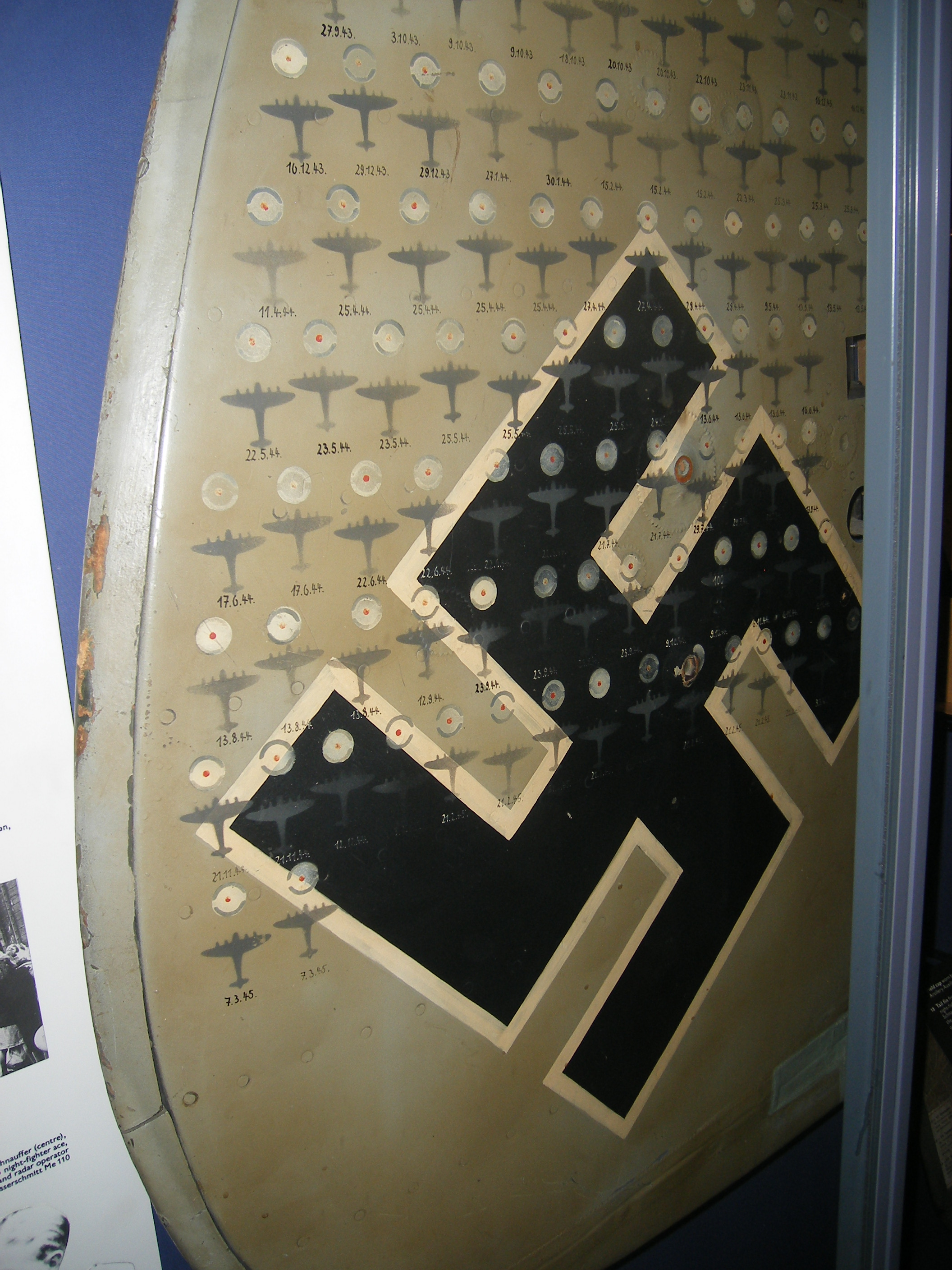
Seitenleitwerk einer Bf 110 Schnaufers

In fünf Nächten hintereinander schoss er jeweils vier viermotorige Bomber des RAF Bomber Commands ab. Im Mai 1944 wurde er zum Hauptmann befördert. Am 24. Juni 1944 wurden ihm nach seinem 84. Abschuss das Eichenlaub und wenig später am 30. Juli 1944 die Schwerter verliehen. Nach dem 100. Abschuss erhielt er am 16. Oktober 1944 die Brillanten des Ritterkreuzes als 21. Träger. Bei den Alliierten war er als „Ghost of St. Trond“ bekannt.
Zu diesem Zeitpunkt war Schnaufer Gruppenkommandeur im Nachtjagdgeschwader 1 (NJG 1) und stationiert auf dem Fliegerhorst Dortmund.
Der 22-jährige Schnaufer führte ab November 1944 das Nachtjagdgeschwader 4 in der Dienststellung eines Kommodores an, bis Ende März 1945 mit der II. Gruppe stationiert in Gütersloh.
An seinem Geburtstag im Jahre 1945 wurde über BBC extra für ihn das Musikstück „Das Nachtgespenst“ von einem Londoner Orchester gespielt. Am 21. Februar 1945 erlangte der Nachtjäger seinen zahlenmäßig größten Erfolg, als er frühmorgens zwei und vor Mitternacht weitere neun „Lancaster“-Bomber innerhalb von 17 Minuten abschoss. Noch im März 1945 erprobte er die Dornier Do 335 von Gütersloh aus für den Nachteinsatz. Ende März musste er sich mit den Resten seiner Einheit nach Wunstorf zurückziehen. Sein letzter militärischer Einsatz fand am 9. April statt. Am 19. April übernahm Schnaufer den Platzschutz in Eggebek, um die Flucht eines Teils des Geschwaders nach Faßberg zu sichern.
Ende April 1945 kapitulierte Major Schnaufer mit seinem Nachtjagdgeschwader 4 in Eggebek gegenüber den Briten. Das Nachtjagdgeschwader 4 hatte bis zu diesem Zeitpunkt insgesamt 579 Bomber abgeschossen und dabei 102 fliegende Besatzungen verloren. Schnaufer kam in britische Kriegsgefangenschaft, aus der er im November 1945 nach einer Diphtherieerkrankung entlassen wurde.
Seine Besatzung, bestehend aus dem Funker Leutnant Fritz Rumpelhardt und dem Bordschützen und Beobachter Oberfeldwebel Wilhelm Gänsler, war die am höchsten dekorierte Flugzeugbesatzung des Zweiten Weltkrieges, da auch Rumpelhardt und Gänsler das Ritterkreuz verliehen bekamen.

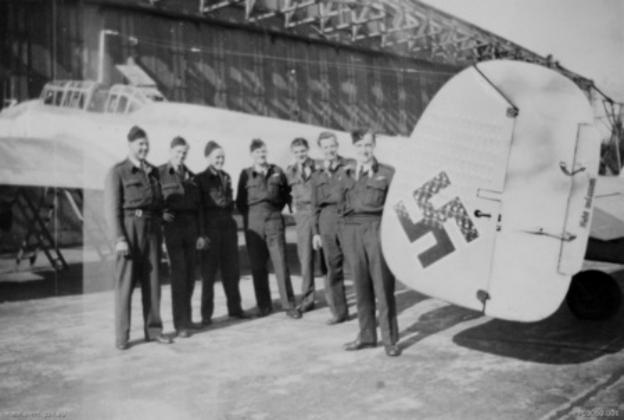
Soldaten der Royal Australian Air Force mit Heinz-Wolfgang Schnaufers Bf 110G-4 (C3+BA, Stab/NJG 1) nach der Kapitulation (19. Juni 1945)

Die britische Luftwaffe stellte Schnaufers zuletzt genutzte Maschine, auf der Markierungen für die Anzahl der abgeschossenen Bomber aufgemalt waren, im Hyde Park in London aus. Über der Messerschmitt Bf 110 war ein Schild angebracht: „Diese Messerschmitt-Maschine flog der erfolgreichste Nachtjäger der Welt, der 23-jährige Major Heinz Wolfgang Schnaufer.“ Das linke Leitwerk mit den Abschussmarkierungen ist heute im Londoner Imperial War Museum und das rechte im Australian War Memorial bei Canberra zu besichtigen. Das durch Jagdbomberbeschuss – Schnaufer saß bei diesem Evakuierungsflug Ende März 1945 von Gütersloh (Flugziel war Wunstorf) nicht am Steuer – beschädigte linksseitige Seitenleitwerk seiner hauptsächlich genutzten Einsatzmaschine in den Jahren 1944/45 wurde 2015 auf einer Auktion versteigert.
Am 13. Juli 1950 wurde Schnaufer bei einem Verkehrsunfall ohne eigenes Verschulden in der Nähe von Biarritz, Frankreich, schwer verletzt und starb zwei Tage später an seinen Verletzungen.
Mit insgesamt 2.300 Starts und 1.133 Flugstunden war Heinz-Wolfgang Schnaufer der erfolgreichste Nachtjäger (121 Bomberabschüsse auf 164 Feindflügen) der Geschichte.
Heinz-Wolfgang Schnaufer wurde auf dem Friedhof Calw beigesetzt.
Nach Schnaufer ist die Heinz-Schnaufer-Straße in Calw-Heumaden benannt.